# Rijat Shala
Rijat Shala (Prizren, 26 settembre 1983) è un calciatore svizzero, di origini kosovare-albanesi, di ruolo centrocampista.

## Carriera

### Club

#### Gli inizi al Lugano e poi Sciaffusa
Nato nell'allora Repubblica Socialista Federale di Jugoslavia, nella provincia del Kosovo, Shala è di etnia albanese. Cresciuto in Svizzera, si forma calcisticamente nel Lugano, dove milita in prima squadra a partire dalla stagione 2000-2001 per circa tre stagioni: solo nell'ultima viene mandato in prestito allo Sciaffusa per pochi mesi.

#### Grasshoppers, Salernitana e Foggia
Nel 2003 passa al Grasshoppers, dove rimane solo una stagione prima di sbarcare in Italia tra le file della Salernitana. Qui rimane circa due stagioni tra Serie B e Serie C1, prima di passare al Foggia, rimanendo dunque sempre nella stessa serie.

#### Cagliari e Taranto
Il salto di qualità avviene il 6 luglio 2007 quando viene acquistato dal Cagliari, tuttavia con la nuova squadra scende in campo ufficialmente solo in Coppa Italia nel match del 29 agosto 2007 contro il Siena: infatti un grave infortunio con conseguente operazione mette praticamente fine alla stagione del giocatore. Nel 2008 viene acquistato dal Taranto.

#### Venezia
Il 5 gennaio 2009 rescinde il suo contratto con il Taranto e il 31 gennaio firma per il Venezia. Ma nonostante la firma all'ultimo giorno del calciomercato invernale, il centrocampista non indosserà mai la maglia arancioneroverde: infatti proprio alla vigilia della gara contro la capolista Reggiana la federazione blocca il tesseramento poiché il giocatore in stagione ha già firmato due contratti e secondo le nuove norme non ne può firmare un terzo. Shala rimane così svincolato.

#### Novara
Il 2 settembre 2009 passa al Novara a parametro zero e nelle due stagioni successive conquista la doppia promozione dalla Lega Pro Prima Divisione alla Serie A.

#### Ritorno al Lugano
Il 29 agosto 2011, dopo 8 anni trascorsi nelle varie categorie del calcio italiano, torna al Lugano, squadra della Challenge League che lo ha lanciato nel calcio professionistico. La seconda esperienza in terra ticinese si conclude però dopo poco più di un mese; il 19 ottobre 2011 il calciatore rescinde il contratto che lo lega con la società bianconera.

## Calcioscommesse
In seguito allo scandalo del calcioscommesse, l'8 maggio 2012 viene deferito dalla Procura federale della FIGC.
Il 1º giugno il procuratore federale Stefano Palazzi richiede per lui tre anni e sei mesi di squalifica.
Il 18 giugno viene prosciolto in primo grado.
Nonostante l'assoluzione, il pentito Hristiyan Ilievski, capo dalla banda degli zingari che combinava le partite, nell'interrogatorio del 28 aprile 2015 indica il suo nome e quello di altri calciatori come persone utilizzate dalla banda per le combine.

## Palmarès

### Club

#### Competizioni nazionali
- Coppa Italia Serie C: 1

Foggia: 2006-2007
- Lega Pro Prima Divisione: 1

Novara: 2009-2010 (Girone A)
- Supercoppa di Lega di Prima Divisione: 1

Novara: 2010
- Campionato vanuatuano: 1

Amicale: 2014-2015